# Ruth Löbner
Ruth Löbner (* 24. März 1976 in Mönchengladbach) ist eine deutsche Schriftstellerin.

## Leben
Ruth Löbner, geborene Ropertz, wuchs in Korschenbroich auf. Sie studierte Allgemeine Sprachwissenschaft in Köln und Düsseldorf. Heute lebt sie mit ihrer Familie in Mönchengladbach und arbeitet dort als freie Kinderbuchautorin.
Löbners Debütroman Papa, Jonas und der Tausch-Sonntag, der 2010 im Tulipan-Verlag erschien, wurde für den Nachwuchspreis 2010 der Deutschen Akademie für Kinder- und Jugendliteratur e.V. nominiert und von derselben zum „Buch des Monats“ ernannt.

## Auszeichnungen
- 2012: Die „Besten 7 für Junge Leser“, Deutschlandfunk für Spaghetti mit Schokosoße.[1]
- 2011: Arbeitsstipendium für Autorinnen und Autoren des Landes NRW
- 2010: Nominierung für den Nachwuchspreis der Deutschen Akademie für Kinder- und Jugendliteratur e.V. (Papa, Jonas und der Tausch-Sonntag)
- 2010: Buch des Monats Dezember der Deutschen Akademie für Kinder- und Jugendliteratur e.V. (Papa, Jonas und der Tausch-Sonntag)

## Werke
- Papa, Jonas und der Tausch-Sonntag. Illustrationen von Sabine Büchner. Tulipan Verlag, 2010. ISBN 978-3-939944-41-6
- Stark wie Prinzessin Filippa. Arena Verlag, 2011
- Haarwaschtag. Thienemann Verlag, 2011
- Spaghetti mit Schokosoße. Boje Verlag, 2011
- Vielleicht verliebt?. Boje Verlag, 2012
- Die Kleine Frau Babette und Herr Mann. Gemeinsam mit Nikola Huppertz, Illustrationen von Sabine Büchner, Arena Verlag, 2012
- Mittsommerweihnacht – Geburtstagstorte für ein Christkind. Magellan Verlag, 2014